# Tobías Correa
Tobías Joaquín Correa Bertolino (Canelones, 30 dicembre 2004) è un calciatore uruguaiano, centrocampista dei Rampla Juniors in prestito dal Montevideo City Torque.

## Caratteristiche tecniche
È un centrocampista centrale con caratteristiche difensive.

## Carriera
Correa è cresciuto nel settore giovanile del Montevideo City Torque ed ha debuttato in prima squadra il 25 giugno 2023 nell'incontro di Primera División vinto 3-1 contro il Boston River.

## Statistiche

### Presenze e reti nei club
Statistiche aggiornate al 14 luglio 2024.
| Stagione        | Squadra                | Campionato      | Campionato | Campionato | Coppe nazionali | Coppe nazionali | Coppe nazionali | Coppe continentali | Coppe continentali | Coppe continentali | Altre coppe | Altre coppe | Altre coppe | Totale | Totale | Totale |
| Stagione        | Squadra                | Comp            | Pres       | Reti       | Comp            | Pres            | Reti            | Comp               | Pres               | Reti               | Comp        | Pres        | Reti        | Pres   | Reti   |        |
| --------------- | ---------------------- | --------------- | ---------- | ---------- | --------------- | --------------- | --------------- | ------------------ | ------------------ | ------------------ | ----------- | ----------- | ----------- | ------ | ------ | ------ |
| 2023            | Montevideo City Torque | PD              | 4          | 0          | CU              | 3               | 0               |                    | -                  | -                  |             | -           | -           | 7      | 0      |        |
| 2024            | Montevideo City Torque | SD              | 12         | 0          | CU              | 0               | 0               |                    | -                  | -                  |             | -           | -           | 12     | 0      |        |
| Totale carriera | Totale carriera        | Totale carriera | 16         | 0          |                 | 3               | 0               |                    | -                  | -                  |             | -           | -           | 19     | 0      |        |